# Der Aufstieg von Weltreichen: Das osmanische Reich
Der Aufstieg von Weltreichen: Das osmanische Reich (Originaltitel: Rise of Empires: Ottoman) ist ein türkisches Dokudrama, das von Karga Seven Pictures und STX Entertainment für Netflix umgesetzt wurde. 

## Inhalt
In der ersten Staffel kämpft Sultan Mehmed II. um 1453 gegen das Byzantinische Reich, um Konstantinopel einzunehmen. In der zweiten Staffel geht es um die Rivalität zwischen Mehmed II. und Vlad III. Drăculea. Dabei wird der Nachtangriff auf Târgoviște in der Walachei erzählt.

## Besetzung und Synchronisation
Die deutschsprachige Synchronisation entstand nach den Dialogbuch von Carsten Bengelsdorf sowie unter der Dialogregie von Thomas Nero Wolff durch die Synchronfirma Christa Kistner Synchronproduktion GmbH.
| Rolle                      | Schauspieler       | Synchronsprecher |
| -------------------------- | ------------------ | ---------------- |
| Fatih Sultan Mehmet        | Cem Yiğit Üzümoğlu | Florian Clyde    |
| Ana                        | Damla Sönmez       | Esra Vural       |
| Çandarli Halil Pascha      | Selim Bayraktar    | Wolfgang Wagner  |
| George Sphrantzes          | Tuğrul Tulek       | Rainer Doering   |
| Giovanni Giustiniani Longo | Birkan Sokullu     | Florian Hoffmann |
| Mara Brankovic             | Tuba Büyüküstün    | Mareile Moeller  |
| Therma Sphrantzes          | İlayda Akdoğan     | Victoria Frenz   |
| Dr. Marios Philippedes     | Marios Philippedes | Udo Rau          |
| Dr. Michael Talbot         | Michael Talbot     | Nikolaj Brucker  |
| Erzähler                   | Charles Dance      | Sebastian Kowski |

## Episodenliste

### Staffel 1
Am 24. Januar 2020 wurden alle Folgen der ersten Staffel bei Netflix veröffentlicht.
| Nr. | Deutscher Titel        | Originaltitel         | Regie      | Drehbuch                              |
| --- | ---------------------- | --------------------- | ---------- | ------------------------------------- |
| 1   | Der neue Sultan        | The New Sultan        | Emre Şahin | Liz Lake, Kelly McPherson, Emre Şahin |
| 2   | Sturz der Mauern       | Through The Walls     | Emre Şahin | Kelly McPherson, Emre Şahin, Liz Lake |
| 3   | Ins Goldene Horn       | Into The Golden Horn  | Emre Şahin | Emre Şahin, Liz Lake, Kelly McPherson |
| 4   | Untergang durch Verrat | Loose Lips Sink Ships | Emre Şahin | Liz Lake, Kelly McPherson, Emre Şahin |
| 5   | Alte Prophezeiungen    | Ancient Prophecies    | Emre Şahin | Kelly McPherson, Emre Şahin, Liz Lake |
| 6   | Asche zu Asche         | Ashes To Ashes        | Emre Şahin | Emre Şahin, Liz Lake, Kelly McPherson |

### Staffel 2
Am 29. Dezember 2022 wurden alle Folgen der zweiten Staffel bei Netflix veröffentlicht.
| Nr. | Deutscher Titel      | Originaltitel    | Regie      | Drehbuch                              |
| --- | -------------------- | ---------------- | ---------- | ------------------------------------- |
| 7   | Ein Haus des Krieges | House Of War     | Emre Şahin | Liz Lake, Kelly McPherson, Emre Şahin |
| 8   | Wilde Gewässer       | Troubled Waters  | Emre Şahin | Kelly McPherson, Emre Şahin, Liz Lake |
| 9   | Das Land Draculas    | Land Of Dracula  | Emre Şahin | Emre Şahin, Liz Lake, Kelly McPherson |
| 10  | Keine Brüder mehr    | Brothers No More | Emre Şahin | Liz Lake, Kelly McPherson, Emre Şahin |
| 11  | Der Nachtangriff     | Night Attack     | Emre Şahin | Kelly McPherson, Emre Şahin, Liz Lake |
| 12  | Schicksal            | Destiny          | Emre Şahin | Emre Şahin, Liz Lake, Kelly McPherson |

## Rezeption
Die Serie erhielt positive Kritiken. Daily History sagte, dass „die Serie die korrekte Zeitleiste verwendet und die Beschreibung des Angriffs auf Konstantinopel aus osmanischer Sicht unglaublich genau ist.“ Manche Kritiker kritisierten die Serie wegen einiger Ungenauigkeiten.